# سیانگ
سیمون درایر پرز (متولد ۷ نوامبر ۱۹۶۸)، معروف به سیانگ (پرتغالی:[siˈjɐ̃ɡi]) یک موسیقی‌دان، نویسنده و مدل
اروتیک برزیلی است. نام هنری او ادای احترامی به گیتاریست ای‌سی/دی‌سی، آنگوس یانگ است.
سیانگ در برازیلیا برزیل به دنیا آمد و از ۸ سالگی شروع به یادگیری پیانو کرد. سه سال بعد با خرید اولین گیتار خود تصمیم گرفت گیتاریست شود.
او به مدت ۱۲ سال تا سال ۱۹۹۷ با رونان، هم گروه PUS خود ازدواج کرد، پس از آن به برازیلیا نقل مکان کرد تا با پدربزرگش آلبرتو پرز زندگی کند. حضور او در Casa Dos Artistas در سال ۲۰۰۲ به ازدواج او با دانیل سابا منجر شد. او در سال ۲۰۰۸ با ادواردو سانتورو ازدواج و از او صاحب یک دختر شد. او در ۱۸ سالگی سینه‌هایش را کوچک کرد. او جیو جیتسو تمرین می‌کند.